# Liste russischer Maler
Russische Maler, alphabetisch

## A
- Samuil Jakowlewitsch Adliwankin (1897–1966)
- Alexander Alexejewitsch Agin (1817–1875)
- Iwan Konstantinowitsch Aiwasowski (1817–1900)
- Iwan Akimowitsch Akimow (1754–1814)
- Nikolai Pawlowitsch Akimow (1901–1968)
- Leonid Iljitsch Akischin (1893–1966)
- Tatjana Borissowna Alexandrowa (1907–1987)
- Alexander Alexejewitsch Alexejew (1811–1878)
- Fjodor Jakowlewitsch Alexejew (um 1754 – 1824)
- Natan Issajewitsch Altman (1889–1970)
- Fjodor Fjodorowitsch Andresen (1806 – um 1880)
- Boris Israilewitsch Anisfeld (1879–1973)
- Juri Pawlowitsch Annenkow (1889–1974)
- Alexei Petrowitsch Antropow (1716–1795)
- Iwan Petrowitsch Argunow (1729–1802)
- Nikolai Iwanowitsch Argunow (1771–1830)
- Abram Jefimowitsch Archipow (1862–1930)
- Alexej von Assaulenko (1913–1989)

## B
- Wassili Nikolajewitsch Bakschejew (1862–1958)
- Lew Samoilowitsch Bakst (1866–1924)
- Wladimir Dawidowitsch Baranow-Rossiné (1888–1944)
- Nicolas Barrera (1919–2006)
- Marie Bashkirtseff (Marija Nikolajewna Baschkirzewa; 1860–1884)
- Pawel Iwanowitsch Basmanow (1906–1993)
- Pjotr Wassiljewitsch Bassin (1793–1877)
- Jelena Michailowna Bebutowa (1892–1970)
- Wladimir Georgijewitsch Bechtejew (1878–1971)
- Karl Petrowitsch Beggrow (1799–1875)
- Jekaterina Michailowna Beljakowa (1892–1980)
- Alexander Nikolajewitsch Benua (1870–1960)
- Jewstafi Jefimowitsch Bernardski (1819–1889)
- Georgi Nikolajewitsch Bibikow (1903–1976)
- Iwan Jakowlewitsch Bilibin (1876–1942)
- Dmitri Spiridinowitsch Bisti (1925–1990)
- Witold Kaetanowitsch Bjalynizki-Birulja (1872–1957)
- Michail Pawlowitsch Bobyschow (1885–1964)
- Konstantin Fjodorowitsch Bogajewski (1872–1943)
- Nikolai Petrowitsch Bogdanow-Belski (1868–1945)
- Alexei Petrowitsch Bogoljubow (1824–1896)
- Alexander Konstantinowitsch Bogomasow (1880–1930)
- Wladimir Pawlowitsch Bogomasow (1916–1996)
- Pjotr Gawrilowitsch Bogomolow (1707?–?)
- Fjodor Semjonowitsch Bogorodski (1895–1959)
- Xenia Leonidowna Boguslawskaja (1892–1972)
- Pjotr Michailowitsch Boklewski (1816–1897)
- Alexander Alexejewitsch Borissow (1866–1934)
- Wiktor Elpidiforowitsch Borissow-Mussatow (1870–1905)
- Wladimir Lukitsch Borowikowski (1757–1825)
- Ossip Emmanuilowitsch Bras (1873–1936)
- Alexander Pawlowitsch Brjullow (1798–1877)
- Karl Pawlowitsch Brjullow (1799–1852)
- Isaak Israilewitsch Brodski (1884–1939)
- Sawwa Grigorjewitsch Brodski (1923–1982)
- Pjotr Ignatjewitsch Bromirski (1886–1920)
- Fjodor Antonowitsch Bruni (1799–1875)
- Lew Alexandrowitsch Bruni (1894–1948)
- Eduard Anatoljewitsch Budogoski (1903–1976)
- Dawid Dawidowitsch Burljuk (1882–1967)
- Wladimir Dawidowitsch Burljuk (1886–1917)
- Sachar Nikolajewitsch Bykow (1898–?)

## C
- Marc Chagall (Mark Sacharowitsch Schagal; 1887–1985)
- Serge Charchoune (Sergei Iwanowitsch Scharschun; 1888–1975)
- Walentina Michailowna Chodassewitsch (1894–1970)
- Iwan Fomitsch Chruzki (1810–1885)
- Wassili Grigorjewitsch Chudjakow (1826–1871)
- Alexander Weniaminowitsch Chwostow-Chwostenko (1895–1968)

## D
- Alexander Alexandrowitsch Deineka (1899–1969)
- Wassili Iwanowitsch Denissow (1862–1921)
- Wladimir Wladimirowitsch Dmitrijew (1900–1948)
- Mstislaw Walerianowitsch Dobuschinski (1875–1957)
- Nikolai Iwanowitsch Dormidontow (1898–1962)
- Alexander Dawidowitsch Drewin (1889–1938)
- Pjotr Semjonowitsch Droschdin (Droschschin; 1745–1805)
- Dawid Alexandrowitsch Dubinski (1920–1960)
- Nikolai Nikanorowitsch Dubowski (1859–1918)
- Platon Alippijewitsch Dubrowin (1795–1851)
- Walerian Dmitrijewitsch Dworakowski (1904–1979)
- Sofja Issakowna Dymschiz-Tolstaja (Pessati) (1889–1963)
- Julija Witaljewna Dolgorukowa (1962)

## E
- Boris Wladimirowitsch Ender (1893–1960)
- Juri Wladimirowitsch Ender (1898–1963)
- Maria Wladimirowna Ender (1897–1942)
- Xenia Wladimirowna Ender (1895–1955)
- Jewgenija Konstantinowna Ewenbach (1889–1981)
- Alexandra Alexandrowna Exter (1882–1949)

## F
- Wladimir Andrejewitsch Faworski (1886–1964)
- Robert Rafailowitsch Falk (1886–1958)
- Pawel Andrejewitsch Fedotow (1815–1852)
- Pavel Feinstein (* 1960)
- Nikolai Iwanowitsch Feschin (1881–1955)
- Pawel Nikolajewitsch Filonow (1883–1941)
- Iwan Iwanowitsch Firsow (1730–1785)
- Konstantin Dmitrijewitsch Flawizki (1830–1866)
- Artur Wladimirowitsch Fonwisin (1883–1973)
- Rudolf Rudolfowitsch Frenz (1888–1956)

## G
- Grigori Grigorjewitsch Gagarin (1810–1893)
- Stepan Filippowitsch Galaktionow (1779–1854)
- Nikolai Nikolajewitsch Ge (1831–1894)
- Alexander Michailowitsch Gerassimow (1881–1963)
- Sergei Wassiljewitsch Gerassimow (1885–1964)
- Ilja Sergejewitsch Glasunow (1930–2017)
- Alexander Jakowlewitsch Golowin (1863–1930)
- Andrei Dmitrijewitsch Gontscharow (1903–1979)
- Natalja Sergejewna Gontscharowa (1881–1962)
- Sinowi Isaakowitsch Gorbowez (1897–1979)
- Witali Nikolajewitsch Gorjajew (1910–1982)
- Igor Emmanuilowitsch Grabar (1871–1960)
- Feofan Grek (um 1340 – um 1410)
- Mitrofan Borissowitsch Grekow (1882–1934)
- Boris Dmitrijewitsch Grigorjew (1886–1939)
- Nikolai Michailowitsch Grigorjew (1890–1943)
- Wladimir Arijewitsch Grinberg (1896–1942)
- Alexei Wassiljewitsch Grischtschenko (1883–1977)
- Jelena Genrichowna Guro (Notenberg; 1877–1913)

## I
- Nikolai Alexandrowitsch Ionin (1890–1948)
- Alexander Andrejewitsch Iwanow (1806–1858)
- Andrei Iwanowitsch Iwanow (1775–1848)
- Iwan Alexejewitsch Iwanow (1780–1848)
- Wiktor Iwanowitsch Iwanow (* 1924)
- Sergei Wassiljewitsch Iwanow (1864–1910)
- Iwan Wassiljewitsch Iwanowski (1905–1980)
- Boris Wladimirowitsch Ioganson (1893–1973)
- Konstantin Nikolajewitsch Istomin (1887–1942)

## J
- Waleri Jakowlewitsch Jakobi (1834/1836–1902)
- Alexander Georgijewitsch Jakimtschenko (1878–1928)
- Alexander Jewgenjewitsch Jakowlew (1887–1938)
- Wassili Nikolajewitsch Jakowlew (1893–1953)
- Georgi Bogdanowitsch Jakulow (1884–1928)
- Maria Wassiljewna Jakuntschikowa (1870–1902)
- Nikolai Alexandrowitsch Jaroschenko (1846–1898)
- Alexej von Jawlensky (Alexei Georgijewitsch Jawlenski) (1865–1941)
- Alexei Jegorowitsch Jegorow (1776–1851)
- Wladimir Jewgenjewitsch Jegorow (1878–1960)
- Wassili Dmitrijewitsch Jermilow (1894–1968)
- Boris Nikolajewitsch Jermolajew (1903–1982)
- Wera Michailowna Jermolajewa (1893–1937)
- Nikolai Iwanowitsch Jewgrafow (1904–1941)
- Lew Alexandrowitsch Judin (1903–1941)
- Konstantin Fjodorowitsch Juon (1875–1958)
- Walentin Michailowitsch Justizki (1894–1951)

## K
- Nikolai Konstantinowitsch Kalmakow (1873–1955)
- Wassili Wassiljewitsch Kandinski (1866–1944)
- Maxim Karlowitsch Kantor (* 1957)
- Jakow Fjodorowitsch Kapkow (1816–1854)
- Dmitri Nikolajewitsch Kardowski (1866–1943)
- Alexei Jeremejewitsch Karew (1879–1942)
- Nadeschda Wassiljewna Kaschina (1896–1977)
- Nina Wassiljewna Kaschina (Nina Pamjatnych; 1903–1985)
- Nikolai Alexejewitsch Kassatkin (1859–1930)
- Jewgeni Adolfowitsch Kibrik (1906–1978)
- Orest Adamowitsch Kiprenski (1782–1836)
- Alexei Danilowitsch Kiwschenko (1851–1895)
- Iwan Wassiljewitsch Kljun (Kljunkow; 1873–1943)
- Gustav Gustawowitsch Kluzis (1895–1944)
- Andrei Kolkutin (* 1957)
- Michail Konstantinowitsch Klodt (1832/1833–1902)
- Michail Petrowitsch Klodt (1835–1914)
- Wladimir Michailowitsch Konaschewitsch (1888–1963)
- Nina Ossipowna Kogan (1889–1942)
- Pawel Michailowitsch Kondratjew (1902–1985)
- Pjotr Petrowitsch Kontschalowski (1876–1956)
- Pawel Dmitrijewitsch Korin (1892–1967)
- Jemeljan Michailowitsch Kornejew (1782–1839)
- Andrei Witaljewitsch Korotajew (* 1961)
- Konstantin Alexejewitsch Korowin (1861–1939)
- Alexei Iwanowitsch Korsuchin (1835–1894)
- Nikolai Andrejewitsch Koschelew (1840–1918)
- Wladimir Iwanowitsch Koslinski (1891–1967)
- Alexander Nikolajewitsch Koslow (1902–1946)
- Weniamin Wladimirowitsch Kostizyn (* 1949)
- Nikolai Iwanowitsch Kostrow (1901–1996)
- Wilgelm (Wassili) Alexandrowitsch Kotarbinski (1848–1921)
- Dmitri Michailowitsch Krasnopewzew (1925–1995)
- Alexei Iljitsch Krawtschenko (1889–1940)
- Iwan Nikolajewitsch Kramskoi (1837–1887)
- Jewgraf Fjodorowitsch Krendowski (1810 – nach 1853)
- Eduard Michailowitsch Krimmer (1901–1974)
- Jelisaweta Sergejewna Kruglikowa (1865–1941)
- Nikifor Stepanowitsch Krylow (1802–1831)
- Nikolai Petrowitsch Krymow (1864–1958)
- Archip Iwanowitsch Kuindschi (1841–1910)
- Walentina Nikiforowna Kulagina (1902–1987)
- Nikolai Iwanowitsch Kulbin (1868–1917)
- Nikolai Nikolajewitsch Kuprejanow (1894–1933)
- Alexander Wassiljewitsch Kuprin (1880–1960)
- Wassili Wassiljewitsch Kupzow (1899–1935)
- Walentin Iwanowitsch Kurdow (1905–1989)
- Nikolai Wassiljewitsch Kusmin (1890–1987)
- Pawel Warfolomejewitsch Kusnezow (1878–1968)
- Boris Michailowitsch Kustodijew (1878–1927)

## L
- Alexander Arkadjewitsch Labas (1900–1983)
- Alexander Iwanowitsch Laktionow (1910–1972)
- Jewgeni Jewgenjewitsch Lansere (1875–1946)
- Alexander Alexandrowitsch Lappo-Danilewski (1898–1920)
- Nikolai Fjodorowitsch Lapschin (1888–1942)
- Iwan Fjodorowitsch Larionow (1884–1920)
- Michail Fjodorowitsch Larionow (1881–1964)
- Alexander Ignatjewitsch Lebedew (1830–1898)
- Wladimir Wassiljewitsch Lebedew (1891–1967)
- Michail Iwanowitsch Lebedew (1811–1837)
- Aristarch Wassiljewitsch Lentulow (1882–1943)
- Anna Alexandrowna Leporskaja (1900–1982)
- Isaak Iljitsch Lewitan (1860–1900)
- Dmitri Grigorjewitsch Lewizki (1735–1822)
- Michail Wassiljewitsch Le-Dantju (1891–1917)
- Aristarch Wassiljewitsch Lentulow (1882–1943)
- Elena Liessner-Blomberg (1897–1978)
- El Lissitzky (Lasar Markowitsch Lissizki; 1890–1941)
- Alexander Dmitrijewitsch Litowtschenko (1835–1890)
- Anton Pawlowitsch Lossenko (1737–1773)
- Sergei Alexejewitsch Lutschischkin (1902–1989)
- Pjotr Iwanowitsch Lwow (1882–1943)

## M
- Jewgenija Markowna Magaril (1902–1987)
- Wladimir Jegorowitsch Makowski (1846–1920)
- Konstantin Jegorowitsch Makowski (1839–1915)
- Wladimir Iljitsch Malagis (1902–1974)
- Kasimir Sewerinowitsch Malewitsch (1878–1935)
- Wiktor Petrowitsch Malinowski (1928–2011)
- Sergei Wassiljewitsch Maljutin (1859–1937)
- Filipp Andrejewitsch Maljawin (1869–1940)
- Pawel Andrejewitsch Mansurow (1896–1983)
- Wladimir Iwanowitsch Markow (Voldemārs Matvejs, 1877–1914)
- Walentina Petrowna Markowa (1906–1942?)
- Andrei Jefimowitsch Martynow (1768–1826)
- Ilja Iwanowitsch Maschkow (1881–1944)
- Michail Wassiljewitsch Matjuschin (1861–1934)
- Andrei Matwejewitsch Matwejew (1701/04–1739)
- Fjodor Michailowitsch Matwejew (1758–1826)
- Soja Jakowlewna Matwejewa-Mostowa (1884–1972)
- Wassili Wassiljewitsch Maté (1856–1917)
- Michail Wassiljewitsch Matjuschin (1861–1934)
- Tatjana Alexejewna Mawrina (1900–1996)
- Wassili Maximowitsch Maximow (1844–1911)
- Grigori Karpowitsch Michailow (1814–1867)
- Wladimir Alexejewitsch Milaschewski (1893–1976)
- Nikolai Dmitrijewitsch Milioti (1874–1962)
- Wassili Dmitrijewitsch Milioti (1875–1943)
- Dmitri Isidorowitsch Mitrochin (1883–1973)
- Pjotr Wassiljewitsch Mituritsch (1887–1956)
- Grigori Grigorjewitsch Mjassojedow (1834–1911)
- Alexander Pawlowitsch Mogilewskij (1885–1980)
- Jewsei Jewsejewitsch Moissejenko (1916–1988)
- Dmitri Stanejewitsch Moor (Orlow; 1883–1946)
- Alexander Nikolajewitsch Mordwinow (1800–1858)
- Alexej Alexejewitsch Morgunow (1884–1935)
- Alexander Iwanowitsch Morosow (1902–1997)
- Andrei Andrejewitsch Mylnikow (1919–2012)

## N
- Georgi Iwanowitsch Narbut (1886–1920)
- Timofei Andrejewitsch Neff (1805–1876)
- Michail Wassiljewitsch Nesterow (1862–1942)
- Nikolai Wassiljewitsch Newrew (1830–1904)
- Ignati Ignatjewitsch Niwinski (1881–1933)
- Iwan Nikititsch Nikitin (1690–1742)
- Solomon Borissowitsch Nikritin (1898–1965)
- Georgi Grigorjewitsch Nisski (1903–1987)

## O
- Rene Rudolfowna O’Konnel-Michailowskaja (Renée O’Connell, 1891–1981)
- Iwan Wassiljewitsch Orechow (1888–1941)
- Alexander Alexandrowitsch Osmjorkin (1892–1953)
- Pjotr Alexejewitsch Ossolodkow (1898–1942)
- Ilja Semjonowitsch Ostrouchow (1858–1929)
- Anna Petrowna Ostroumowa-Lebedewa (1871–1955)
- Grigori Ostrowski (?, 2. Hälfte d. 18. Jh.)

## P
- Alexei Fjodorowitsch Pachomow (1900–1973)
- Wjatscheslaw Wladimirowitsch Pakulin (1900–1951)
- Wiktor Nikandrowitsch Palmow (1888–1929)
- Leonid Ossipowitsch Pasternak (1862–1945)
- Semjon Andrejewitsch Pawlow (1893–1941)
- Wassili Grigorjewitsch Perow (1834–1882)
- Wera Jefremowna Pestel (1887–1952)
- Kusma Sergejewitsch Petrow-Wodkin (1878–1939)
- Jekaterina Michailowna Petrowa-Trozkaja (Troizkaja; 1900–1932)
- Juri Iwanowitsch Pimenow (1903–1977)
- Lawr Kusmitsch Plachow (1810–1881)
- Arkadi Alexandrowitsch Plastow (1893–1972)
- Iwan Pawlowitsch Pochitonow (1850–1923)
- Wassili Dmitrijewitsch Polenow (1844–1927)
- Jelena Dmitrijewna Polenowa (1850–1898)
- Ljubow Sergejewna Popowa (1889–1924)
- Alissa Iwanowna Poret (1902–1984)
- Sergei Michailowitsch Poschaerski (1900–1970)
- Alexei Petrowitsch Potschtenny (1895–1942)
- Illarion Michailowitsch Prjanischnikow (1840–1894)
- Konstantin Alexandrowitsch Prochorow (* 1924)
- Dimitrij von Prokofieff (1879–1950)
- Wiktor Nikolajewitsch Proschkin (1906–1983)
- Nikolai Petrowitsch Prussakow (1900–1952)
- Wassili Wladimirowitsch Pukirew (1832–1890)
- Iwan Albertowitsch Puni (1892–1956)
- Wiktor Alexandrowitsch Pogodin (1948–2005)

## R
- Nikolai Ernestowitsch Radlow (1889–1942)
- Kliment Nikolajewitsch Redko (1897–1956)
- Ilja Jefimowitsch Repin (1844–1930)
- Andrei Petrowitsch Rjabuschkin (1861–1904)
- Serafima Wassiljewna Rjangina (1891–1955)
- Georgi Georgijewitsch Rjaschski (1895–1952)
- Michail Semjonowitsch Rodionow (1885–1956)
- Alexander Michailowitsch Rodtschenko (1891–1956)
- Nicholas Roerich (Nikolai Konstantinowitsch Rerich) (1874–1947)
- Wassili Wassiljewitsch Roschdestwenski (1884–1963)
- Olga Wladimirowna Rosanowa (1886–1918)
- Fjodor Stepanowitsch Rokotow (1735–1808)
- Andrei Rubljow (um 1360 – 1430)
- Franz Alexejewitsch Rubo (1856–1928)
- Konstantin Iwanowitsch Rudakow (1891–1949)
- Alexander Isaakowitsch Russakow (1898–1952)
- Nikolai Afanasjewitsch Russakow (1888–1941)
- Arkadi Alexandrowitsch Rylow (1870–1939)
- Wadim Fjodorowitsch Ryndin (1902–1974)

## S
- Pjotr Jefimowitsch Sabolotski (1803/1804–1866)
- Wassili Semjonowitsch Sadownikow (1800–1879)
- Dawid Jefimowitsch Sagoskin (1900–1942)
- Sofja Ludwigowna Saklikowskaja (1899–1975)
- Wiktor Dmitrijewitsch Samirailo (1868–1939)
- Alexander Nikolajewitsch Samochwalow (1894–1971)
- Nikolai Nikolajewitsch Sapunow (1880–1912)
- Sergei Konstantinowitsch Sarjanko (1818–1871)
- Konstantin Apollonowitsch Sawizki (1844–1905)
- Alexei Kondratjewitsch Sawrassow (1830–1897)
- Wassili Kusmitsch Schebujew (1777–1855)
- Olga Anatoljewna Schekulina (1900–1973)
- Alexander Wassiljewitsch Schewtschenko (1882–1948)
- Michail Schibanow (?, 18. Jh.)
- Nikolai Gustawowitsch Schilder (1828–1898)
- Dmitri Dmitrijewitsch Schilinski (* 1927)
- Georgi Georgijewitsch Schischkin (* 1948)
- Iwan Iwanowitsch Schischkin (1832–1898)
- Tatjana Wladimirowna Schischmarjowa (1905–1995)
- Iosif Solomonowitsch Schkolnik (1883–1926)
- Dawid Petrowitsch Schterenberg (Sterenberg) (1881–1948)
- Semjon Fjodorowitsch Schtschedrin (1745–1804)
- Sylvester Feodossijewitsch Schtschedrin (1791–1830)
- Ignati Stepanowitsch Schtschedrowski (1815–1870)
- Alexandra Wassiljewna Schtschekotichina-Potozkaja (1892–1967)
- Dmitri Anfimowitsch Schtscherbinowski (1867–1926)
- Alexander Wassiljewitsch Schtschipizyn (1897–1943)
- Juri Prokopjewitsch Schtschukin (1904–1935)
- Wassili Iwanowitsch Schuchajew (1887–1973)
- Nikolai Nikolajewitsch Schukow (1908–1973)
- Stanislaw Julianowitsch Schukowski (1873–1944)
- Firs Sergejewitsch Schurawlew (1836–1901)
- Wjatscheslaw Grigorjewitsch Schwarz (1838–1869)
- Kirill Michailowitsch Sdanewitsch (1892–1969)
- Konstantin Klawdianowitsch Sefirow (1879–1960)
- Kapiton Alexejewitsch Selenzow (1790–1845)
- Genrich Ippolitowitsch Semiradski (1843–1902)
- Alexander Michailowitsch Semjonow (1922–1984)
- Sergei Jakowlewitsch Senkin (1894–1963)
- Sinaida Jewgenjewna Serebrjakowa (1884–1967)
- Walentin Alexandrowitsch Serow (1865–1911)
- Lew Jakowlewitsch Sewin (1903–1942)
- Grigori Alexandrowitsch Simin (1901–1983)
- Nikolai Michailowitsch Sinowjew (1888–1979)
- Nikolai Wladimirowitsch Sinesubow (1891–1956)
- Jelena Petrowna Skuin (1908–1986)
- Gawrila Iwanowitsch Skorodumow (1755–1792)
- Michail Iwanowitsch Skotti (1812–1861)
- Fjodor Michailowitsch Slawjanski (1817/1819–1876)
- Antonina Fjodorowna Sofronowa (Safronowa; 1892–1966)
- Michail Xenofontowitsch Sokolow (1885–1947)
- Pawel Petrowitsch Sokolow (1826–1905)
- Pjotr Fjodorowitsch Sokolow (1791–1848)
- Fjodor Grigorjewitsch Solnzew (1801–1892)
- Leonid Iwanowitsch Solomatkin (1837–1883)
- Konstantin Andrejewitsch Somow (1869–1939)
- Grigori Wassiljewitsch Soroka (1823–1864)
- Dmitri Semjonowitsch Stellezki (1875–1947)
- Georgi Awgustowitsch Stenberg (1900–1933)
- Wladimir Awgustowitsch Stenberg (1899–1982)
- Alexei Stepanowitsch Stepanow (1858–1923)
- Warwara Fjodorowna Stepanowa (1894–1958)
- Dawid Petrowitsch Sternberg (1881–1948)
- Vitali Lwowitsch Stesin (1940–2012)
- Pjotr Feonowitsch Strojew (1898–1941)
- Wladislaw Maximowitsch Strscheminski (1893–1952)
- Alexei Fjodorowitsch Subow (1682–1750)
- Sergei Jurjewitsch Sudejkin (1882–1946)
- Nikolai Michailowitsch Sujetin (1897–1954)
- Wsewolod Angelowitsch Sulimo-Samuillo (1903–1965)
- Wassili Iwanowitsch Surikow (1848–1916)
- Wassili Semjonowitsch Swarog (Korotschkin; 1883–1946)
- Anna Alexandrowna Swedomskaja (1898–1973)
- Alexander Alexandrowitsch Swedomski (1848–1911)
- Pawel Alexandrowitsch Swedomski (1849–1904)
- Nikolai Jegorowitsch Swertschkow (1817–1898)

## T
- Wladimir Alexandrowitsch Tambi (1906–1955)
- Wladimir Jewgrafowitsch Tatlin (1885–1953)
- Grigori Nikolajewitsch Teplow (1717–1779)
- Wassili Fjodorowitsch Timm (1820–1895)
- Fjodor Petrowitsch Tolstoi (1783–1873)
- Wassili Andrejewitsch Tropinin (1776–1857)
- Konstantin Alexandrowitsch Trutowski (1826–1893)
- Iosif Moissejewitsch Tschajkow (1888–1979)
- Jewgeni Iwanowitsch Tscharuschin (1901–1965)
- Ilja Grigorjewitsch Tschaschnik (1902–1929)
- Konstantin Konstantinowitsch Tschebotarjow (1892–1974)
- Sergei Wassiljewitsch Tschechonin (1878–1936)
- Wassili Nikolajewitsch Tschekrygin (1897–1922)
- Marija Jakowlewna Tschembers (Mary Chambers, 1874–1962)
- Jewgraf Petrowitsch Tschemessow (1737–1765)
- Grigori Grigorjewitsch Tschernezow (1802–1865)
- Nikanor Grigorjewitsch Tschernezow (1805–1879)
- Nikolai Michailowitsch Tschernyschow (1885–1973)
- Iwan Wassiljewitsch Tscheski (1777–1848)
- Kosma Wassiljewitsch Tscheski (1776–1813)
- Sergei Wassiljewitsch Tschechonin (1878–1936)
- Pawel Petrowitsch Tschistjakow (1832–1919)
- Leonid Terentjewitsch Tschupjatow (1890–1941)
- Israel Tsvaygenbaum (* 1961)
- Leonard Wiktorowitsch Turschanski (1875–1975)
- Alexei Wassiljewitsch Tyranow (1801–1859)
- Nikolai Andrejewitsch Tyrsa (1887–1942)
- Alexander Grigorjewitsch Tyschler (1898–1980)

## U
- Andrei Grigorjewitsch Uchtomski (1771–1852)
- Nadeschda Andrejewna Udalzowa (1886–1961)
- Grigori Iwanowitsch Ugrjumow (1764–1823)
- Nikolai Pawlowitsch Uljanow (1875–1949)
- Simon Fjodorowitsch Uschakow (1626–1686)
- Alexei Alexandrowitsch Uspenski (1892–1941)
- Nikolai Iwanowitsch Utkin (1780–1863)
- Pjotr Sawwitsch Utkin (1877–1934)

## W
- Alexander Grigorjewitsch Warnek (1782–1843)
- Fjodor Alexandrowitsch Wassiljew (1850–1873)
- Konstantin Alexejewitsch Wassiljew (1942–1976)
- Apollinari Michailowitsch Wasnezow (1856–1933)
- Juri Alexejewitsch Wasnezow (1900–1973)
- Wiktor Michailowitsch Wasnezow (1848–1926)
- Wassili Alexejewitsch Watagin (1884–1969)
- Alexander Semjonowitsch Wedernikow (1898–1975)
- Alexei Gawrilowitsch Wenezianow (1780–1847)
- Marianne von Werefkin (1860–1938)
- Georgi Semionowitsch Wereiski (1886–1962)
- Orest Georgijewitsch Wereiski (1915–1993)
- Pjotr Petrowitsch Wereschtschagin (1834–1886)
- Wassili Wassiljewitsch Wereschtschagin (1842–1904)
- Alexander Alexandrowitsch Wesnin (1883–1959)
- Bogdan Pawlowitsch Willewalde (1819–1903)
- Pjotr Wladimirowitsch Wiljams (1902–1947)
- Sergei Arsenjewitsch Winogradow (1869–1938)
- Iwan Jakowlewitsch Wischnjakow (1699–1761)
- Iwan Alexejewitsch Wladimirow (1869–1947)
- Swjatoslaw Wladimirowitsch Woinow (1890–1920)
- Adrian Markowitsch Wolkow (1827–1873)
- Alexander Nikolajewitsch Wolkow (1886–1957)
- Maximilian Alexandrowitsch Woloschin (1877–1932)
- Alexei Jakowlewitsch Woloskow (1822?–1882)
- Maxim Nikiforowitsch Worobjow (1787–1855)
- Sokrat Maximowitsch Worobjow (1817–1888)
- Michail Alexandrowitsch Wrubel (1856–1910)